# Crochu
Crochu (auch: Mount Cassell Land Settlement) ist eine Siedlung im Parish Saint Andrew im Süden von Grenada.

## Geographie
Die Siedlung liegt oberhalb der Küste zwischen Mamma Cannes und Bellevue im Westen im Parish Saint David.
Der Ort ist nach dem Crochu Estate benannt, welches an der Südküste, am gleichnamigen Fluss Crochu River und der Bucht Crochu Harbour liegt.
Im Ort befindet sich die Crochu Roman Catholic Church.